# فضای ک

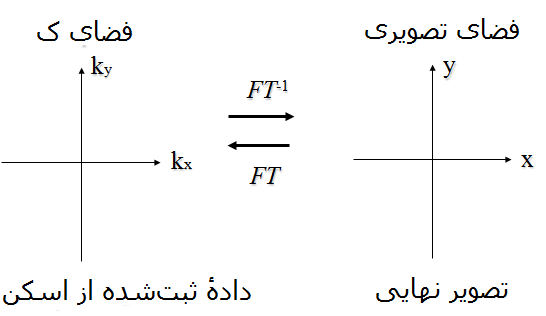
فضای ک با فضای تصویری از نظر تبدیلات فوریه‌ای یک رابطه معکوس دارند.

فضای ک (به انگلیسی: K-space) یکی از مفاهیم مهم در فناوری ام‌آرآی است.

## تعریف
فضای ک به ناحیه‌ای در پردازشگر آرایه (array processor) گویند که داده‌های بسامد فضایی جسم اسکن‌شده در آن ذخیره می‌گردند.
اینکه چگونه فضای ک در هنگام تصویربرداری پر می‌گردد، سبب تفاوت‌های بین ردیف‌های ضربانی مختلف می‌گردد.
فضای ک یک فضای متقارن است بطوریکه
{\displaystyle S(-k_{\mathrm {x} },-k_{\mathrm {y} })=S^{*}(k_{\mathrm {x} },k_{\mathrm {y} })\,}

## جستارهای مربوط دیگر
- کد گذاری فضایی (ام آر آی)